# Gerard John Schaefer
Gerard John Schaefer Jr (26 de março de 1946, Wisconsin – 3 de dezembro de 1995, Flórida) foi um policial e serial killer americano, muitas vezes chamado "O policial assassino" ou "A besta sexual". Ele foi preso em 1973 pelo assassinato de duas adolescentes no Condado de Martin, Flórida, mas o número de vítimas pode ser de mais de 30, uma vez que durante as investigações os policiais encontraram diversos itens, incluindo dentes, de várias pessoas. O próprio criminoso confessou na prisão ter matado mais de 30 meninas e mulheres.
Foi assassinado na prisão em 1995 aos 49 anos de idade, enquanto cumpria prisão perpétua.

## Juventude
Nascido no Wisconsin, ainda pequeno mudou-se para Atlanta, Georgia, onde morou até 1960, quando a família foi para Fort Lauderdale, Florida. Sua família, segundo o portal Murderpedia, era "turbulenta e conflituosa" e seu pai era um alcóolatra. Com outros dois irmãos, Gerard não se relacionava bem com seu progenitor, que acreditava dar preferência à irmã, o que o levou, ainda na adolescência, a ser obcecado por roupas íntimas femininas e vouyerismo, chegando a espionar uma vizinha chamada Leigh Hainline Bonadies, que desapareceu em 1968 e pode ter sido sua primeira vítima. Ele também experimentou bondage e sadomasoquismo e matava animais por prazer.
Depois de se formar na St. Thomas Aquinas High School em 1964, Gerard foi para a faculdade e em 1969 se tornou professor, sendo porém demitido logo da Plantation High School por comportamento inapropriado, de acordo com o diretor. Ele também tentou o sacerdócio. Casou-se em 1968, porém o divórcio veio depois de dois anos, com sua esposa alegando "crueldade" como motivo. Em 1971 casou-se com Teresa Dean e depois ingressou na carreira policial, se tornando oficial no final daquele ano, quando tinha 25 anos de idade.
Foi policial no condado de Broward entre março e abril de 1972, quando foi demitido. Depois, foi demitido novamente da mesma função em Wilton Manors, mas conseguiu emprego na polícia da cidade de Stuart, Condado de Martin, em junho, após ter falsificado uma carta de recomendação de seu ex-chefe.
"Ele não tinha um pingo de bom senso', de acordo com um ex-chefe", reportou o Front Page Detectives em 2021.

## Os crimes

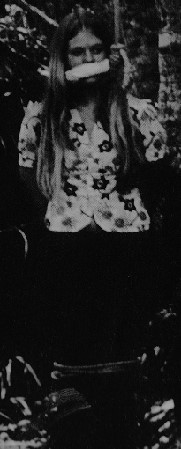
Trotter na reconstituição do crime

No dia 21 de julho de 1972, enquanto trabalhava, Gerard encontrou Nancy Ellen Trotter, 18, e Paula Sue Wells, 17, que faziam uma caminhada. Ele as levou para casa na viatura e se ofereceu para levá-las à praia no outro dia. No horário combinado, após elas entrarem em seu carro particular, Gerard, no entanto, as levou para o meio do manguezal, onde as amarrou numa árvore. Entretanto, Gerard teve quer embora para atender a uma chamada do rádio da polícia, quando as duas jovens conseguiram escapar. Trotter chegou a atravessar um rio a nado, ainda algemada, até chegar à estrada onde foi encontrada pelo xerife Crowder. Quando Gerard retornou ao local onde havia deixado as garotas e viu que elas haviam escapado, ligou para a delegacia e disse que havia feito algo tolo, explicando que havia simulado o sequestro de duas jovens para ensiná-las que não era seguro aceitar carona.
Crowder, no entanto, não acreditou na história e retirou o distintivo de vice-xerife de Gerard, além de acusá-lo de simulação de prisão e sequestro. Depois de pagar fiança, Schaefer foi solto. Dois meses depois, em 27 de setembro de 1972, ele sequestrou, estuprou, torturou e assassinou Susan Place, de 17 anos de idade, e Georgia Jessup, de 16 anos, e as enterrou numa cova rasa em Hutchinson Island. "A mãe de Place disse à polícia que ela e sua amiga haviam saído com um homem mais velho que elas chamavam de Gerry Shepherd para ir à praia", reportou o Kiro 7 News em 03 junho de 2022.

### Vítimas
Além de Place e Jessup, segundo o portal especializado Murderpedia, ele matou também Leigh Hainline Bonadies, 25; Carmen Marie Hallock, 22; Belinda Hutchens, 22; Collette Goodenough, 19 e Barbara Ann Wilcox, 19; Mary Alice Briscolina, 14, e Elsie Lina Farmer, 14.
Já alguns portais citam também duas meninas, Wendey Stevenson, 8, e Peggy Rahn, 9, que ele teria canibalizado. O certo é que o número de vítimas é desconhecido e que alguns corpos de mulheres que sumiram na região na época jamais foram encontrados. Ele teria, inclusive, dito na prisão que havia cometido o primeiro assassinato em 1965, quando tinha 19 anos de idade.
Em 2022, após identificarem os restos mortais de uma vítima encontrada em 1974, os policias de Palm Beach disseram que a jovem, Susan Gale Poole, desaparecida em 1972, também poderia ter sido morta por Gerard, já que foi encontrada amarrada em meio aos manguezais perto da rodovia A1A. Na época em que desapareceu, Gerard trabalhava em Wilton Manors, local que Poole costumava visitar com frequência. Poole tinha 15 anos quando desapareceu.
“Em comparação com Ted Bundy, ele fazia Bundy parecer um escoteiro”, disse Keith Rommel, autor do livro Árvore do Diabo (Devil Tree), onde ele acredita que Gerard amarrou várias de suas vítimas. “Ele era muito, muito mau”.
Em 2010, o TC Palm chamou o assassinato de Place e Jessup, que haviam sido desmembradas e decapitadas, de "selvagem".

### Modus operandi e perfil das vítimas
Gerard matava mulheres brancas jovens. Usando seu posto de policial, ele atraía as vítimas e depois as levava para áreas afastadas, geralmente manguezais, onde as amarrava, estuprava, mutilava e matava, geralmente com tiros ou enforcamento. Em ao menos três casos ele sequestrou e matou duas vítimas ao mesmo tempo: Place e Jessup; Goodenough e Wilcox; Briscolina e Farmer.
"Fazer duplas é muito mais difícil do que fazer simples, mas, por outro lado, também coloca a pessoa em posição de se divertir duas vezes mais", teria dito ele, segundo o Criminal Minds Fandom.
Como em muitos casos de serial killers, ele colecionava objetos das vítimas, os chamados "troféus" (veja aqui).

## Investigação, prisão e pena
Em dezembro de 1972 Gerard apresentou-se no tribunal por causa do sequestro de Trotter e Wells, mas devido a um acordo judicial foi considerado culpado de apenas uma acusação, de assalto agravado, e recebeu a pena de 1 ano de prisão.
Acabou ligado aos assassinatos de Jessup e Place porque a mãe desta última, Lucille, desconfiada do amigo das jovens, anotou o número da placa do carro Datsun azul-esverdeado. A pista finalmente levou ao criminoso e quando os policiais revistaram a casa da mãe de Gerarr, onde ele morava com a segunda esposa, encontraram vários objetos, incluindo joias e dentes de Carmen Marie Hallock. Além disto, Lucille posteriormente identificou o policial como o homem que dirigia o veículo no dia em que as jovens foram vistas com vida pela última vez, reporta o Correio da Manhã de Portugal.
Em 1973 ele foi condenado a prisão perpétua pelo assassinato em primeiro grau de Place e Jessup.
Na prisão, fez amizade com outros dois serial killers famosos, Ted Bundy e Ottis Toole, com quem discutia formas de se defender no tribunal, reporta o Criminal Minds. Outro de seus passatempos na prisão era escrever e ilustrar histórias macabras, algumas delas podendo ser relatos de como matou as vítimas.

## Morte
Gerard foi  morto por outro preso, Vincent Faustino Rivera, na prisão em 1995. Aparentemente os dois tiveram uma desavença por causa de uma xícara de café e Rivera esfaqueou Gerard 40 vezes.

## Na cultura popular
Gerard foi tema de alguns livros: Gerard John Schaefer (2012); Hangman: The Life and Crimes of Gerard John Schaefer (2016); Gerard Schaefer - Sex Beast (2020)  e Devil Tree (veja imagem da árvore aqui).
"Gerard Schaefer multiplica vícios: escatófilo, necrófilo, zoófilo, sádico, manipulador... Acusado do assassinato de duas adolescentes em 1973, ele afirma ter assassinado mais de uma centena antes de mudar de ideia e se declarar inocente. Este ex-assistente de polícia, que gosta de contar seus delírios sangrentos e lascivos em livros escritos por sua mão, fantasia tanto como defensor do Bem quanto o maior assassino de mulheres da história. Este livro, Sex Beast, relembra a jornada macabra e doentia de um serial killer histórico que sempre se divertiu com os mistérios que cercam seu status e suas ações", escreveu o autor de Gerard Schaefer - Sex Beast.